# Upper Toobally Lake
Der Upper Toobally Lake ist ein 11,7 km² großer See, der sich etwa 140 km ostnordöstlich der Gemeinde Watson Lake im Südosten des kanadischen Yukon-Territoriums befindet. Der See befindet sich im Stammesgebiet der Kaska Dena. Gemeinsam mit dem weiter südlich gelegenen Lower Toobally Lake und zwei dazwischen gelegenen kleineren Seen bildet der Upper Toobally Lake die so genannten „Toobally Lakes“.

## Lage
Der Upper Toobally Lake ist ein sehr abgelegener See im Südosten von Yukon. Er besitzt eine Längsausdehnung in überwiegend Nord-Süd-Richtung von 12,2 km sowie eine maximale Breite von etwa 1,1 km. Neben dem Hauptsee gibt es noch sich nach Norden anschließend zwei kleinere Seebecken. Der Upper Toobally Lake liegt auf einer Höhe von ungefähr 623 m. Er ist bis zu 118 m tief. Die mittlere Wassertiefe beträgt 22,8 m. Der Spruce Creek mündet in das südliche Seeende. Der „Upper Smith River“ bildet den Abfluss des Sees. Er fließt vom südlichen Ostufer nach Süden zum Lower Toobally Lake.
Die am nahe gelegenen Lower Toobally Lake gelegene „Grizzly Creek Lodge“ betreibt am Seeufer eine kleinere Lodge. Besucher erreichen den Lower Toobally Lake mittels 45-minütigem Flug per Wasserflugzeug von Watson Lake. Vom Lower Toobally Lake, wo sich die Hauptlodge befindet, werden Besucher mittels Jetboot den „Upper Smith River“ hinauf zum Upper Toobally Lake gefahren.

## Seefauna
Die Populationen im See von Amerikanischem Seesaibling und Heringsmaräne gelten als „gesund“ und „nicht bedroht“. Weitere Angelfische im Upper Toobally Lake und in den umliegenden Gewässern sind: Hecht, Arktische Äsche und Stierforelle.